# Bundesautobahn 91
Die Bundesautobahn 91 (Abkürzung: BAB 91) – Kurzform: Autobahn 91 (Abkürzung: A 91) – war eine geplante Autobahn Feuchtwangen – Nördlingen – Donauwörth – Augsburg – Landsberg am Lech – Schongau – Füssen. Der Abschnitt zwischen Fremdingen und Harburg (Schwaben) (kurz vor Donauwörth) wurde auch Ries-Autobahn genannt, da die Trasse dort das Nördlinger Ries durchschneidet. Die Überlegungen zum Bau dieser Autobahn stammten aus den 1970er Jahren, da die Absicht bestand, eine leistungsfähige Verbindung zwischen Feuchtwangen und Füssen über Donauwörth und Augsburg einzurichten. Die Planungen zur Ausführung wurden Anfang der 1980er Jahre verworfen.

## Planungsgeschichte und Bau
In der Weimarer Republik war im Plan zum sogenannten „Spitzennetz“ eine Verbindung aus dem Raum Feuchtwangen über Nördlingen, Donauwörth, Augsburg, Landsberg/Lech, Schongau und dem Raum Füssen nicht vorgesehen.
Unter der Herrschaft der Nationalsozialisten war eine solche Verbindung im Reichsautobahnnetz nicht enthalten.
Im Ausbauplan für die Bundesfernstraßen des Gesetzes vom 27. Juli 1957 fand sich ebenfalls keine Autobahnverbindung zwischen Feuchtwangen, Augsburg und Füssen. Die Bundesstraße 2 Nürnberg – Donauwörth – Augsburg sowie die Bundesstraßen 17 und 23 Augsburg – Landsberg/Lech – Schongau – Garmisch-Partenkirchen mit Weiterführung nach Innsbruck (Bundesstraße 2) waren in das „Blaue Netz“ der auszubauenden und neu zu errichtenden Bundesstraßen aufgenommen. Die Strecke Feuchtwangen – Nördlingen – Donauwörth wurde hingegen nicht berücksichtigt.
Dies änderte sich mit dem Bedarfsplan des Gesetzes über den Ausbau der Bundesfernstraßen in den Jahren 1971 bis 1985 vom 30. Juni 1971. Dieser enthielt zwar noch keine Autobahnverbindung zwischen Feuchtwangen, Donauwörth, Augsburg, Landsberg/Lech und Füssen. Doch war eine vierstreifige Bundesstraßenverbindung zwischen Feuchtwangen und Landsberg/Lech enthalten. Darüber hinaus waren ein zweistreifiger Bundesstraßenneubau zwischen Landsberg/Lech und Steingaden sowie zwischen Lechbruck und Hopferau vorgesehen. Das Vorhaben gliederte sich demnach in folgende Teilabschnitte:
- B 25n: westlich Feuchtwangen (Dreieck mit der später als Bundesautobahn 7 bezeichneten Strecke) – südlich Feuchtwangen (vierstreifig, Dringlichkeitsstufe II)
- B 25n südlich Feuchtwangen – Donauwörth-Nord (Dreieck mit der B 2) (vierstreifig, Dringlichkeitsstufe III)
- B 2: Donauwörth-Nord – Donauwörth-Süd (B 16) (vierstreifig, laufendes Vorhaben)
- B 2: Donauwörth-Süd - Nordendorf (vierstreifig, 1. Fahrbahn fertiggestellt, 2. Fahrbahn in Dringlichkeitsstufe II)
- B 2n: Nordendorf – Langweid am Lech (vierstreifig, Dringlichkeitsstufe II)
- B 2n: Langweid – Augsburg (Kreuz mit der späteren Bundesautobahn 8) – Haunstetten (vierstreifig, Dringlichkeitsstufe I)
- B 17n: Haunstetten – Oberottmarshausen (Dreieck mit der „Autobahn 88“ Weiden – Regensburg – Augsburg) – Graben/Lagerlechfeld (vierstreifig, laufendes Vorhaben)
- B 17n: Graben/Lagerlechfeld – Landsberg/Lech (Kreuz mit der B 12, später als Bundesautobahn 96 bezeichnet) (vierstreifig, Dringlichkeitsstufe I)
- B 17n: Landsberg/Lech (Kreuz mit der B 12) – Schongau – nördlich Steingaden (Dreieck mit der „Autobahn 22“, später als Bundesautobahn 98 bezeichnet) (zweistreifig, Dringlichkeitsstufe II)
- B 17n: Lechbruck (Dreieck mit der späteren A 98) – Roßhaupten – Hopferau (Dreieck mit der späteren A 7) (zweistreifig, Dringlichkeitsstufe II).

Während zwischen Feuchtwangen und Donauwörth sich in Kartenmaterial keine konkreten Planungen fanden, sah dies seit 1969 zwischen Donauwörth, Augsburg, Landsberg/Lech, Schongau und Steingaden anders aus. Hieraus ergab sich folgende Streckenführung:
- OU Donauwörth (nördlich Wörnitzstein-Osterweiler – nördlich Donauwörth-Berg – östlich Donauwörth-Nordheim)
- Ausbau im Bestand der B 2 zwischen Donauwörth-Nordheim und Nordendorf
- Neubaustrecke Nordendorf – westlich Westendorf – westlich Meitingen-Erlingen – westlich Langweid – östlich Gablingen – westlich Gersthofen – östlich Augsburg-Bärenkeller – östlich Augsburg-Kriegshaber – östlich Stadtbergen – nordöstlich Stadtbergen-Leitershofen – nördlich und östlich Göggingen – westlich Haunstetten – westlich Königsbrunn – östlich Oberottmarshausen – östlich Kleinaitingen – östlich Graben – östlich Klosterlechfeld – östlich Obermeitingen, Hurlach und Igling – östlich Erpfting, Ellighofen, Unterdießen, Fuchstal und Denklingen – westlich Hohenfurch – östlich Altenstadt – westlich Schongau – westlich Peiting – westlich Steingaden-Butzau (Einmündung in Autobahn Lörrach – Rosenheim).

Die Gesamtstrecke war für den vierstreifigen autobahnähnlichen Aus- und Neubau vorgesehen.
Mit der Neustrukturierung des Netzes der Bundesautobahnen, die mit Wirkung ab 1. Januar 1975 eingeführt wurde, wurden die Strecken Feuchtwangen – Donauwörth – Augsburg – Landsberg/Lech sowie Lechbruck – Hopferau als „Bundesautobahn 91“ benannt. Der Abschnitt Landsberg/Lech – Schongau – Steingaden war im Status als Autobahn noch nicht geklärt. Im Raum Augsburg wurde zudem die Streckenführung modifiziert: zwischen Langweid und Oberottmarshausen sollte die Trasse nicht mehr unmittelbar durch Augsburg geführt werden, sondern östlich um die Stadt herum. Dennoch enthielt der Plan auch eine Autobahnverbindung von Langweid über Augsburg nach Oberottmarshausen. Bei Zahling (nordöstlich Augsburg) war zudem ein Dreieck der A 91 mit der Bundesautobahn 90 geplant.
Die bei Augsburg geänderte Trasse hatte nunmehr folgenden Verlauf:
- Langweid – westlich Anwalting – südwestlich Aulzhausen  - westlich Zahling – westlich Dasing – westlich Friedberg (Bayern)-Paar – östlich Friedberg-Ottmaring – westlich Bachern – südöstlich Kissing – nordwestlich Mering – nordwestlich Schmiechen-Unterbergen – Oberottmarshausen

Im Netzplan der Bundesregierung vom Januar 1976 war nur noch der Bau der Strecke Feuchtwangen – Augsburg – Landsberg/Lech vorgesehen.
Im Bedarfsplan des Gesetzes zur Änderung des Gesetzes über den Ausbau der Bundesfernstraßen in den Jahren 1971 bis 1985 vom 5. August 1976 waren die Abschnitte Landsberg/Lech – Steingaden und Lechbruck – Hopferau lediglich noch als zweistreifige Bundesstraßenneubauvorhaben unter der Bezeichnung B 17n enthalten. Im Einzelnen war folgendes vorgenommen:
- A 91: westlich Feuchtwangen (Dreieck mit der A 7) – südlich Feuchtwangen (vierstreifig, 1. Fahrbahn in Dringlichkeitsstufe Ib, 2. Fahrbahn als möglicher weiterer Bedarf)
- A 91: südlich Feuchtwangen – Donauwörth-Nordwest (vierstreifig, möglicher weiterer Bedarf)
- A 91: Donauwörth-Süd – Langweid (vierstreifig, 1. Fahrbahn fertiggestellt, 2. Fahrbahn als möglicher weiterer Bedarf)
- A 91: südlich Nordendorf – Dasing – Oberottmarshausen – Landsberg/Lech (Kreuz mit der A 96) (vierstreifig, 1. Fahrbahn in Dringlichkeitsstufe Ib, 2. Fahrbahn als möglicher weiterer Bedarf)
- B 17n: Landsberg/Lech (Kreuz mit der A 96) – Ellighofen (zweistreifig in Dringlichkeitsstufe Ib)
- B 17n: Ellighofen – Hohenfurch (zweistreifig als möglicher weiterer Bedarf)
- B 17n: Hohenfurch – Schongau – Peiting (zweistreifig in Dringlichkeitsstufe Ib)
- B 17n: Peiting – Steingaden (A 98) (zweistreifig als möglicher weiterer Bedarf)
- B 17n: Lechbruck (A 98) – Hopferau (A 7) (zweistreifig in Dringlichkeitsstufe Ib)

Darüber hinaus der vierstreifige Neu- und Ausbau der B 2 und der B 17 zwischen Langweid (Dreieck mit der A 91) und Oberottmarshausen (Dreieck mit der A 91) durch Augsburg vorgesehen. Das Vorhaben gliederte sich wie folgt:
- B 2n: Langweid – Gersthofen-Nord (vierstreifig, 1. Fahrbahn fertiggestellt, 2. Fahrbahn in Dringlichkeitsstufe Ib)
- B 2n: OU Gersthofen (vierstreifig, laufendes Vorhaben)
- B 2n/B 17n: Gersthofen-Süd – Haunstetten (vierstreifig in Dringlichkeitsstufe Ia)
- B 17n: Haunstetten – Oberottmarshausen (vierstreifig, laufendes Vorhaben).

Die Trassenführung nördlich von Augsburg wurde anschließend erneut verändert. 1979 ergab sich folgendes Bild:
- östlich Nordendorf bzw. westlich Ellgau – westlich Thierhaupten – westlich Todtenweis – westlich Rehling – westlich Anwalting – südwestlich Aulzhausen – westlich Zahling – westlich Dasing – westlich Friedberg-Paar – östlich Friedberg-Ottmaring – westlich Bachern – südöstlich Kissing – nordwestlich Mering – nordwestlich Unterbergen – Oberottmarshausen[18].

Mit dem Zweiten Gesetz zur Änderung des Gesetzes über den Ausbau der Bundesfernstraßen in den Jahren 1971 bis 1985 vom 25. August 1980 kam das Aus für die Bundesautobahn 91. Stattdessen wurde der Neu- und Ausbau der Bundesstraßen 2, 17 und 25 vorangetrieben:
- B 25: Anschluss an A 7 südwestlich Feuchtwangen – südlich Feuchtwangen (zweistreifig, Dringlichkeitsstufe II)
- B 25: OU Schopfloch (zweistreifig, laufendes Vorhaben)
- B 25: Dinkelsbühl – Wilburgstetten (zweistreifig, Dringlichkeitsstufe I)
- B 25: OU Nördlingen (zweistreifig, Dringlichkeitsstufe I)
- B 2: Donauwörth-Nordheim – Nordendorf (vierstreifiger Ausbau, Dringlichkeitsstufe I)
- B 2n: Nordendorf – Thierhaupten – Rehling – AS Augsburg-Ost (vierstreifig, Dringlichkeitsstufe I)
- B 2n: Raum Friedberg-Derching (A 8) – westlich Friedberg bzw. östlich Augsburg-Hochzoll – westlich Kissing – nördlich Mering (vierstreifig, Dringlichkeitsstufe I)
- B 2n: nördlich Mering – Oberottmarshausen (vierstreifig, Dringlichkeitsstufe II)
- B 17n: Oberottmarshausen – Landsberg/Lech (Kreuz mit der A 96) (vierstreifig, Dringlichkeitsstufe I)
- B 17n: Landsberg/Lech (Kreuz mit der A 96) – Ellighofen (B 17 alt) (zweistreifig, Dringlichkeitsstufe I)
- B 17: OU Schongau/Peiting (zweistreifig, Dringlichkeitsstufe I)
- B 17n: Steingaden – Lechbruck – Roßhaupten (B 16) (zweistreifig, Dringlichkeitsstufe I)
- B 17n: Roßhaupten (B 16) – Hopferau (zweistreifig, Dringlichkeitsstufe II)

Hinzu traten die Vorhaben auf der durch Augsburg führenden Strecke:
- B 2: südlich Meitingen – Langweid – Gersthofen-Nord (vierstreifiger Ausbau, Dringlichkeitsstufe I)
- B 2: OU Gersthofen (vierstreifig, laufendes Vorhaben)
- B 2/B 17: Gersthofen-Süd – Stadtbergen-Leitershofen (vierstreifig, Dringlichkeitsstufe I)
- B 2/B 17: Stadtbergen-Leitershofen – Haunstetten (vierstreifig, laufendes Vorhaben).

Mit dem Bedarfsplan des Dritten Gesetzes zur Änderung des Gesetzes über den Ausbau der Bundesfernstraßen vom 21. April 1986 blieb es bei der Streichung der A 91. Weiterhin war der Aus- und Neubau der Bundesstraßen 2, 17 und 25 vorgenommen:
- B 25: Anschluss an A 7 südwestlich Feuchtwangen – südlich Feuchtwangen (zweistreifig, Dringlichkeitsstufe II)
- B 25: OU Nördlingen (zweistreifig, Dringlichkeitsstufe II)
- B 2: Donauwörth-Nordheim – Nordendorf (vierstreifiger Ausbau, Dringlichkeitsstufe II)
- B 2: Nordendorf – Gersthofen-Nord (vierstreifig, Dringlichkeitsstufe I)
- B 2/B 17: Gersthofen – Stadtbergen-Leitershofen (vierstreifig, laufendes Vorhaben)
- B 2n: Raum Friedberg-Derching (A 8) – westlich Friedberg bzw. östlich Augsburg-Hochzoll – westlich Kissing – nördlich Mering – Oberottmarshausen (vierstreifig, Dringlichkeitsstufe II)
- B 17n: Oberottmarshausen – Landsberg/Lech (Kreuz mit der A 96) (vierstreifig, Dringlichkeitsstufe I)
- B 17n: Landsberg/Lech (Kreuz mit der A 96) – Ellighofen (B 17 alt) (zweistreifig, Dringlichkeitsstufe II)
- B 17: OU Schongau/Peiting (zweistreifig, überwiegend Dringlichkeitsstufe I)
- B 17n: Roßhaupten (B 16) – Hopferau (zweistreifig, Dringlichkeitsstufe II)

Im Bedarfsplan des Vierten Gesetzes zur Änderung des Fernstraßenausbaugesetzes vom 15. November 1993 wurde die A 91 nicht wieder aufgenommen. Vorgenommen war weiterhin der Aus- und Neubau der Bundesstraßen:
- B 25: Anschluss an A 7 südwestlich Feuchtwangen – südlich Feuchtwangen (zweistreifig, weiterer Bedarf)
- B 25: OU Dinkelsbühl (zweistreifig, weiterer Bedarf)
- B 25: OU Greiselbach (zweistreifig, vordringlicher Bedarf)
- B 25: OU Wallerstein, Ehringen, Baldingen, Nördlingen (zweistreifig, vordringlicher Bedarf)
- B 25: OU Möttingen (zweistreifig, weiterer Bedarf)
- B 2: Donauwörth-Nordheim – Gersthofen-Nord (vierstreifiger Ausbau, vordringlicher Bedarf)
- B 2: sechsstreifiger Ausbau zwischen AS Augsburg-West (A 8) und Gersthofen-Süd (laufendes Vorhaben)
- B 2n: Raum Friedberg-Derching (A 8) – westlich Friedberg bzw. östlich Augsburg-Hochzoll – westlich Kissing – nördlich Mering – Oberottmarshausen (vierstreifig, weiterer Bedarf)
- B 17: Graben/Lager Lechfeld – Landsberg/Lech (Kreuz mit der A 96) (vierstreifig, vordringlicher Bedarf)
- B 17n: Landsberg/Lech (Kreuz mit der A 96) – Ellighofen (B 17 alt) (zweistreifig, vordringlicher Bedarf)
- B 17: OU Schongau/Peiting (zweistreifig, laufendes Vorhaben)
- B 17: Steingaden – Hopferau (zweistreifig, weiterer Bedarf)

Der Bedarfsplan des Fünften Gesetzes zur Änderung des Fernstraßenausbaugesetzes vom 4. Oktober 2004 brachte im Hinblick auf die A 91 keine Wiederaufnahme. Geplant war weiterhin der Aus- und Neubau der B 2, 17 und 25:
- B 25: Anschluss an A 7 südwestlich Feuchtwangen – südlich Feuchtwangen (zweistreifig, weiterer Bedarf)
- B 25: OU Dinkelsbühl (zweistreifig, vordringlicher Bedarf)
- B 25: OU Greiselbach (zweistreifig, vordringlicher Bedarf)
- B 25: OU Wallerstein, Ehringen, Baldingen (zweistreifig, vordringlicher Bedarf bzw. laufendes Vorhaben)
- B 25: OU Möttingen (zweistreifig, weiterer Bedarf)
- B 2: Meitingen – Langweid (vierstreifig, laufendes Vorhaben)
- B 2: OU Stettenhofen (vierstreifig, laufendes Vorhaben)
- B 2: Raum Friedberg-Derching (A 8) – westlich Friedberg bzw. östlich Augsburg-Hochzoll – südlich Friedberg (vierstreifig, weiterer Bedarf)
- B 2: südlich Friedberg – westlich Kissing – Mering (1. Fahrbahn im vordringlichen Bedarf, 2. Fahrbahn im weiteren Bedarf)
- B 2: Mering – Oberottmarshausen (vierstreifig, weiterer Bedarf)
- B 17: OU Klosterlechfeld (vierstreifig, laufendes Vorhaben)
- B 17: südlich Klosterlechfeld – Landsberg/Lech (Kreuz mit der A 96) (vierstreifig, vordringlicher Bedarf)
- B 17n: Landsberg/Lech (Kreuz mit der A 96) – Ellighofen (B 17 alt) (zweistreifig, vordringlicher Bedarf)
- B 17: Steingaden – Hopferau (zweistreifig, weiterer Bedarf mit festgestellt hohem ökologischen Risiko).

## Ersatz für die Autobahn
Statt der Autobahn wurden seit den 1980er Jahren die dort verlaufenden Bundesstraßen ausgebaut. Teilweise wurde in diesem Zuge die Trassenführung geändert.
 führt einbahnig von Feuchtwangen nach Donauwörth. Sie ist zum Teil mit Überholmöglichkeiten ausgestattet. Seit Dezember 2009 sind die letzten gut drei Kilometer bei Donauwörth in autobahnähnlichem Zustand.
 autobahnähnlich von Donauwörth bis Augsburg.
 autobahnähnlich von Augsburg bis Landsberg am Lech.
 einbahnig, zum Teil mit Überholmöglichkeiten, von Landsberg am Lech bis Füssen.